# Ahmanson Theatre
El Ahmanson Theatre es uno de cuatro teatros en el Centro de Música de Los Ángeles.
El teatro se construyó como resultado de una donación de Howard F. Ahmanson, fundador de H.F. Ahmanson & Co., entidad de ahorro y préstamo. El teatro se nombró por su esposa, Caroline Leonetti Ahmanson.
La primera obra teatral fue El hombre de La Mancha.